# Miguel Cerro
Miguel Félix Cerro Guerrero (Huancabamba, 19 de noviembre de 1871-Piura, 23 de febrero de 1957) fue un abogado, político, empresario y periodista peruano. Fundador y director de la cadena de diarios La Industria del norte peruano.

## Biografía
Hizo sus estudios secundarios en el Colegio Nacional Nuestra Señora de Guadalupe, de Lima, y luego ingresó en la Universidad Mayor de San Marcos, para pasar luego a la Universidad Nacional de Trujillo, donde se recibió de abogado, y donde posteriormente ejerció la docencia. Se doctoró en Derecho.
En 1901 fue elegido diputado titular por la provincia de Huancabamba y diputado suplente por la provincia de Trujillo. Similar figura se generó en 1913 cuando fue elegido como diputado titular por la provincia de Piura y como senador suplente por el departamento de La Libertad.
En 1905 adquirió la propiedad del diario La Industria de Trujillo (que había sido fundado en 1895). En 1918 fundó un diario sucedáneo, La Industria de Piura, y otro en 1952, La Industria de Chiclayo. Al momento de su fallecimiento, a la edad avanzada de 85 años, Cerro ejercía todavía como presidente del directorio de la empresa editora de los tres diarios. Esta cadena de diarios La Industria ha sobrevivido hasta nuestros días, salvo el de Piura, que dejó de circular a fines de los años 1970; en 1998 se fundó otro diario del mismo nombre en Chimbote.
Mario Vargas Llosa, que con solo 16 años laboró como redactor en La Industria de Piura (1952), conoció a Miguel Cerro y lo describió así:

Era un viejecito menudo, un pedacito de hombre con la cara requemada por la intemperie, cubierta de mil arrugas, en la que unos ojos vivos e inquietos traslucían su indomable energía. Tenía tres diarios de provincias —La Industria de Piura, de Chiclayo y de Trujillo—, que dirigía desde su casita piurana, con mano enérgica, y un fundo algodonero, en el rumbo de Catacaos, que iba a vigilar personalmente en una mula remolona y tan antigua como él. Avanzaba en ella con toda prosa por el centro de la calle, camino al Puente Viejo, desinteresado de automóviles y peatones. Hacía una escala en el local de La Industria, en la calle Lima, en cuyo patio con rejas irrumpía la mula, sin aviso, martirizando las baldosas con sus cascos, para que don Miguel echara una ojeada a los materiales de la redacción. Era un hombre que no se cansaba nunca, que trabajaba hasta durmiendo, al que nadie le metía el dedo a la boca, severo y hasta duro pero de una rectitud que, a quienes trabajábamos a sus órdenes, nos daba seguridad. La leyenda decía que una noche alguien le había preguntado, en una comida bien regada del Centro Piurano, si todavía era capaz de hacer el amor. Y que don Miguel había invitado a los comensales a la Casa Verde, donde había absuelto prácticamente aquella duda.
El pez en el agua. Memorias.

En 1939 volvió a ser elegido senador esta vez por el departamento de Piura durante el primer gobierno de Manuel Prado Ugarteche. Durante el ejercicio de su función parlamentaria, presentó importantes proyectos de ley, entre ellos los relativos al uso de las aguas, y presidió la Comisión de Constitución del Senado.
Como empresario agrícola, se esforzó por hacer producir las tierras agrestes del valle de Sechura y por incorporar al cultivo extensas áreas del valle de Piura, donde creó la Sociedad Agrícola La Constancia, S.A., de cuyo directorio fue presidente; dirigió, además, la Negociación Azucarera Laredo Limitada. En el campo de la administración pública, llegó a ser director del Banco Agrícola, entre otros cargos.
Casado con Isabel Cebrián, fue padre Miguel Cerro Cebrián y Vicente Cerro Cebrián, ambos diplomáticos que continuaron la dirección de la cadena de diarios La Industria.